# Juryj Szukanau
Juryj Uładzimierawicz Szukanau (biał. Юрый Ўладзімеравіч Шуканаў, ros. Юрий Владимирович Шуканов, Jurij Władimirowicz Szukanow; ur. 10 marca 1971 w Mińsku) – białoruski piłkarz grający na pozycji napastnika, reprezentant Białorusi i trener.
W reprezentacji Białorusi wystąpił 6 razy. Wychowanek SDzJuSzAR-5 (biał. СДзЮШАР-5) w Mińsku. Występował w klubach KIM Witebsk, Dynama-2 Mińsk, Dynama Mińsk, Dynama-93 Mińsk, Maccabi Tel Awiw, Bałtika Kaliningrad, KAMAZ Nabierieżnyje Czełny, Urałan Elista, Fakieł Woroneż, Dinamo Petersburg i Kajrat Ałmaty. 21 października 2004 ogłosił zakończenie kariery.
W latach 2004–2005 prowadził Dynama Mińsk, z którym zdobył Mistrzostwo Białorusi w 2004. Od sierpnia 2008 na stanowisku dyrektora generalnego klubu Dynama Mińsk.